# Blasticorhinus monotonis
Blasticorhinus monotonis là một loài bướm đêm trong họ Noctuidae.